# DeLorean (Retour vers le futur)

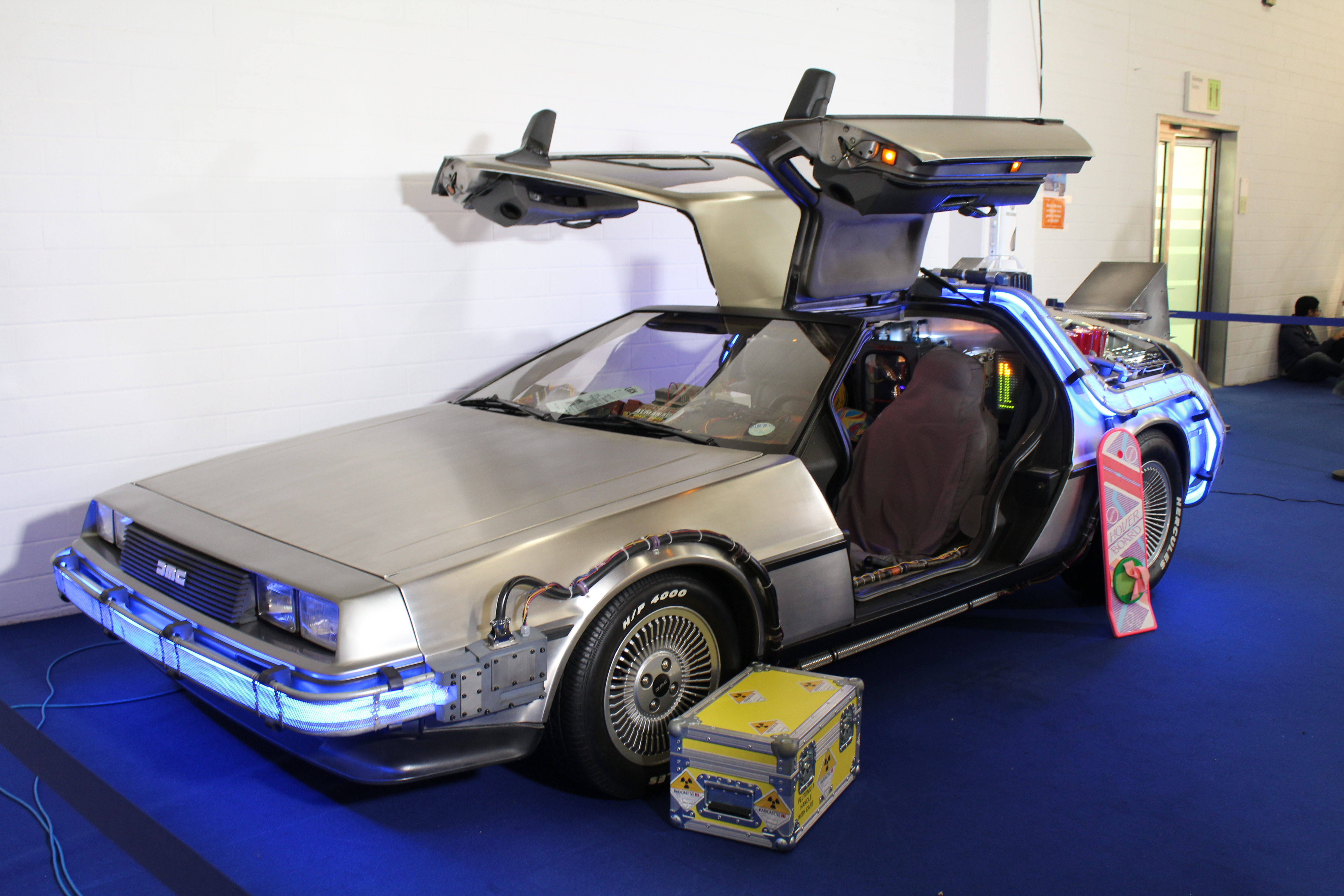
Une des DeLorean DMC-12 utilisée dans la trilogie Retour vers le futur, avec le caisson de plutonium et le hoverboard, exposée en 2015.

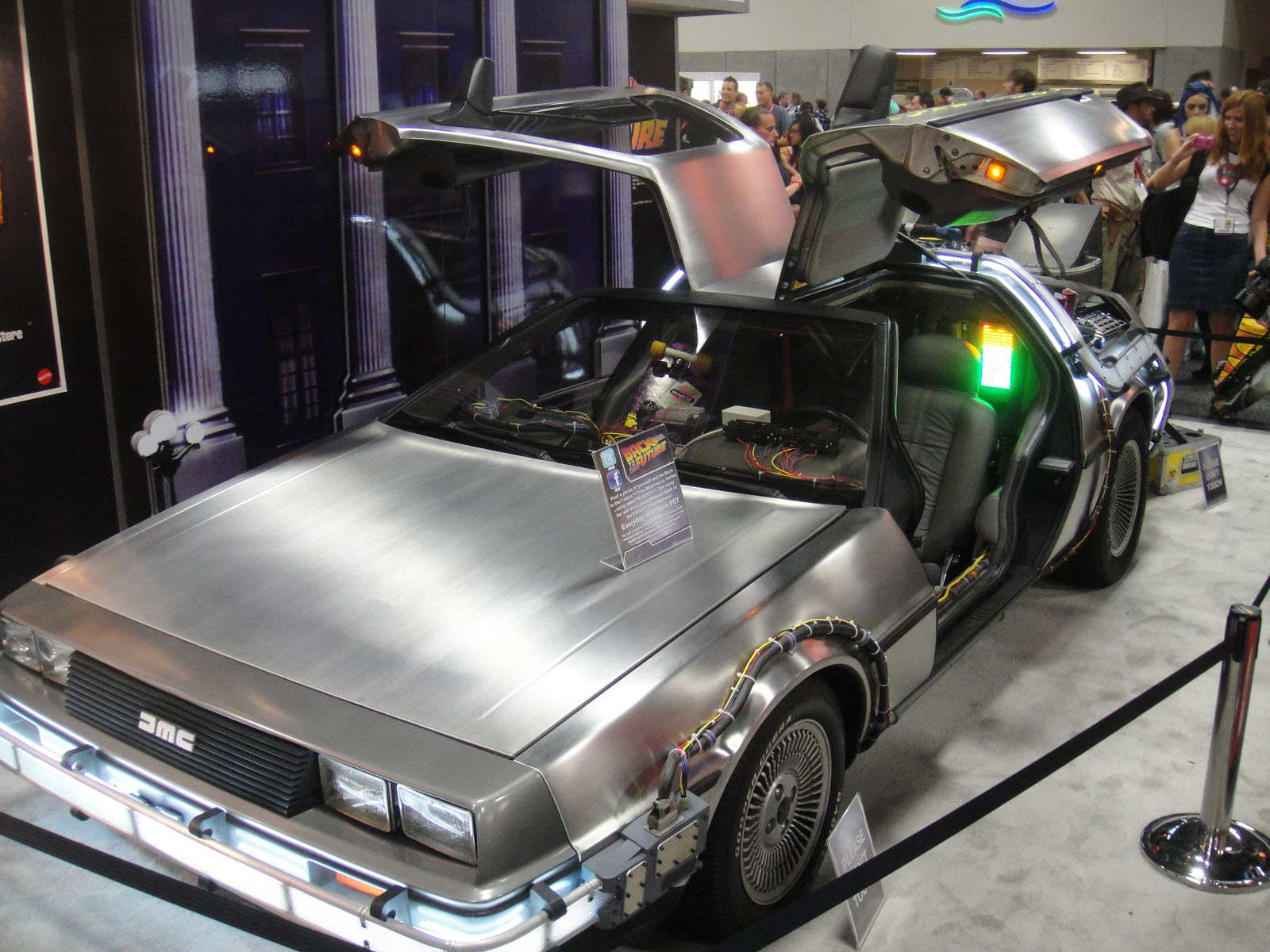
Une des DeLorean du film, exposée en 2011.

La DeLorean est une machine à voyager dans le temps, sous la forme d'une automobile, popularisée par la trilogie cinématographique Retour vers le futur.
Il s'agit d'une réplique de la DeLorean DMC-12, une voiture créée par le constructeur automobile américain DeLorean Motor Company (DMC) en 1975.

## Historique fictif

### Origine
Emmett Brown a choisi la DeLorean DMC-12 pour en faire une machine à voyager dans le temps en raison de son apparence, futuriste pour l'époque, mais aussi parce que le matériau de sa carrosserie (de l'acier inoxydable non peint) permet une dispersion plus efficace des flux du champ temporel juste après un voyage dans le temps.

### DansRetour vers le futur
La machine fait son premier voyage temporel le 26 octobre 1985 à 1 h 20 du matin sur le parking du centre commercial des Deux Pins (Twin Pines Mall) — qui deviendra après le voyage de Marty le centre commercial du Pin Solitaire (Lone Pine Mall) —, et emmène Einstein, le chien de Doc, une minute dans le futur. Peu après, à la suite de l’assassinat de Doc par des terroristes libyens, Marty McFly se réfugie dans la voiture et, en tentant d'échapper aux Libyens, active involontairement les circuits temporels de la DeLorean ; il fait peu après atteindre à la voiture les 88 miles à l'heure, ce qui a pour effet d'activer le convecteur temporel de la machine à voyager dans le temps, expédiant ainsi la DeLorean au matin du 5 novembre 1955, dernière date entrée par Doc sur le cadran du boitier de contrôle de la machine quand celui-ci montra à Marty son fonctionnement.
Arrivés en 1955, Marty et la voiture percutent la grange du vieux Peabody, un fermier propriétaire à l'époque du terrain où se situera plus tard le centre commercial. Fuyant ensuite les coups de fusil d'un Peabody le prenant pour un Martien, Marty écrase avec la DeLorean l'un des deux pins situés sur la propriété de Peabody. Il cache ensuite la DeLorean, qui avait calé, derrière un panneau d'affichage géant qui mentionne la construction du quartier d'habitation où il résidera en 1985, puis se rend à pied à Hill Valley. Le soir même, la voiture est récupérée par Marty et le Doc de 1955, et emmenée dans le laboratoire de ce dernier.
Doc trouve une solution pour renvoyer Marty en 1985 sans utiliser de plutonium (nécessaire pour alimenter en énergie électrique le convecteur temporel de la machine) : utiliser l'énergie de la foudre qui doit, selon ce que lui a dit Marty en lui montrant un prospectus de son époque, frapper l'horloge de l'hôtel de ville de Hill Valley le 12 novembre à 22 h 4, pour injecter cette énergie dans le convecteur temporel. Pour ce faire, Doc conçoit une perche munie d'un crochet métallique qui est fixée sur la voiture et reliée au convecteur. Le 12 novembre 1955, à 22 h 4, la foudre frappe l'horloge de l'hôtel de ville, ce qui permet à la DeLorean (qui faillit ne jamais démarrer à cause d'un caprice du démarreur de la voiture) de retourner à la date où Marty était parti, moins dix minutes. Elle est ensuite abandonnée sur place par Marty qui cherche à sauver Doc avant qu'il ne soit assassiné par les Libyens ; la voiture est récupérée peu après par Marty et Doc, ce dernier s’avérant être toujours vivant, grâce à son gilet pare-balles.
Après avoir déposé Marty chez lui, Doc et Einstein font un nouveau saut dans le temps, en 2015, où Doc équipera la voiture d'un générateur de fusion pour ainsi se passer de plutonium, ainsi qu'une hover-conversion pour permettre à la voiture de voler. Par la suite, Doc retourne ensuite à la date du matin du 26 octobre 1985 pour emmener Marty et Jennifer vers le futur, afin de régler un problème avec leurs futurs enfants.

### DansRetour vers le futur 2
Doc, Marty et Jennifer arrivent dans le futur le 21 octobre 2015. Après que Marty et Doc ont accompli leur mission concernant les enfants de Marty et Jennifer, et qu'ils sont allés récupérer cette dernière (emmenée à son domicile futur par deux policières), la voiture est volée par le vieux Biff Tannen (un vieillard à cette époque).
Tannen, qui a découvert par surprise Doc et Marty à leur arrivée à Hill Valley, a comme projet de se donner à lui-même (son alter ego de 1955) l’almanach des sports acheté par Marty dans une boutique de 2015 (le livre recense les résultats sportifs de 1950 à 2000), afin de devenir riche (récupérant le livre dans une poubelle après que Doc a interdit à Marty d’utiliser l'almanach), vole la voiture en profitant d'un moment d'innatention de Marty et repart le 12 novembre 1955 pour remettre l'almanach à son jeune lui-même, avant de repartir en 2015 ramener la DeLorean à l'endroit où il l'avait prise. En sortant du véhicule, Biff coince sa canne dans la portière, ce qui la brise en laissant son pommeau à l'intérieur du véhicule. Il laisse également dans le véhicule le sac et le ticket de caisse de l'almanach.
Peu après, Marty, Doc, Jennifer et Einstein retournent en 1985 avec la voiture. Cependant, l'acte du vieux Biff a généré un 1985 alternatif et dystopique, une réalité où Biff règne en maître grâce à la fortune colossale qu'il s'est constitué en remportant des paris sportifs grâce à l'almanach. Doc et Marty, comprennent ce qu'il s'est passé, grâce notamment au pommeau de la canne, le sac et le ticket de caisse retrouvés dans la voiture. Après que Marty ait obtenu de Biff la date où il a obtenu le livre, il se laisse tomber du toit, alors qu'il était tenu en joue par le miliardaire, où il est rattrapé par la Delorean conduite par Doc, qui assène un coup de portière à Biff, l'assommant sur le coup. Les deux amis font route vers le 12 novembre 1955, non sans qu'un premier problème arrive aux circuits temporels, dont le cadran indique quelques secondes le 1er janvier 1885 en date d'arrivée.
La machine est une nouvelle fois cachée derrière le panneau d'affichage géant mentionnant la construction du quartier d'habitation de Marty. Pendant que ce dernier va chercher Biff en ville, Doc s'emploie à réparer le court-circuit du convecteur temporel. Peu après, Doc s'envole avec la voiture chercher Marty sur le toit du lycée, où Marty avait tenté de reprendre l'almanach au jeune Biff, sans succès. Cependant, en décollant, Doc fait un faux mouvement et active par erreur les circuits temporels, le cadran de destination affichant alors la date du 1er janvier 1885.
Après une course poursuite acharnée, Marty parvient à reprendre à Biff l'almanach et à s'échapper grâce à Doc et la DeLorean. Peu après, alors qu’un orage éclate, Doc dépose Marty au sol, mais éprouve de fortes difficultés à atterrir avec la voiture, à cause du vent fort. Soudain, un éclair jaillit et frappe la DeLorean, ce qui alimente le convecteur temporel et fait faire à la machine une brusque rotation à la vitesse radiale de 88 miles par heure, activant le convecteur et propulsant la DeLorean et Doc le 1er janvier 1885. Dans le même temps, la puce de régulation des circuits temporels grille à cause de la foudre, endommageant gravement le système de vol de la voiture, le rendant inutilisable.

### DansRetour vers le futur 3
Arrivé en 1885, Doc s'emploie à réparer les circuits temporels de la DeLorean, mais cela s’avère impossible car il ne dispose pas à cette époque des composants électroniques pour reconstruire la puce de régulation ; ceux-ci  ne seront inventés qu'à partir de 1947. Pour permettre à Marty de rentrer en 1985, Doc édifie un schéma permettant de réparer la voiture avec les composants de 1955, et cache la voiture dans une galerie souterraine de la mine de Delgado, qui est ensuite scellée. Il écrit ensuite une lettre pour Marty qui devra lui être délivrée en 1955 par un coursier.
La voiture reste ainsi pendant plus de 70 ans dans la mine sans que personne la découvre, jusqu'à ce que le Doc de 1955 et Marty ne la mettent au jour à cette époque, après que Marty a reçu la lettre du Doc de 1885 l'informant de la cachette. La voiture est en parfait état, mis à part les circuits temporels grillés et les instruments de vol endommagés, ainsi que les pneus, retrouvés en lambeaux.
Le Doc de 1955 parvient à reconstituer la puce de régulation grâce au plan dessiné par son double de 1885. Constituée des composants datant de 1955, la puce, ayant maintenant une apparence assez massive et encombrante, est attachée au capot avant de la DeLorean. Doc change aussi les roues, qu'il remplace par ceux d'une voiture de 1955. Il fait aussi le plein d'essence, la voiture ayant été vidée de ses fluides par le Doc de 1885 pour la préparer à son long séjour dans la mine. Par la suite, la DeLorean, réparée par Doc et conduite par Marty, dépasse les 88 miles par heure dans le drive-in de Hill Valley, emmenant Marty à la date du 2 septembre 1885.
Arrivé en 1885 dans une zone désertique, Marty, après une brève course-poursuite avec des indiens à cheval, cache la machine dans la grotte que Doc lui avait indiqué. Cependant, une flèche tirée par un indien a percé le réservoir d'essence du véhicule, la voiture se retrouvant en panne sèche. Pour atteindre les 88 miles par heure, Doc et Marty essayent donc de remplacer l'essence en faisant tracter la voiture par un attelage de chevaux, puis en versant un cocktail de différents alcools dans le réservoir. Mais ce dernier test entraîne l'explosion du système d'injection de la voiture, rendant son moteur inutilisable. Devant l'urgence de la situation, Doc a l'idée d'utiliser une locomotive, préalablement détournée, pour pousser la DeLorean à la vitesse requise sur une voie de chemin de fer. La voie de chemin de fer aboutit à un ravin, mais le pont qui le surplombe, encore inachevé en 1885, sera achevé plus tard et sera toujours présent en 1985 ; le seul impératif étant d'atteindre les 88 miles par heure avant la fin de la voie de 1885, afin d'éviter le plongeon mortel.
Le soir du 6 septembre 1885, la DeLorean, équipée par Doc de roues en métal adaptées pour rouler sur les rails, est mise en place sur la voie de chemin de fer. Le lendemain, à huit heures passées, Doc et Marty prennent d'assaut le train qu'ils veulent utiliser et s'en servent pour pousser la DeLorean. La chaudière de la locomotive, suralimentée par des bûches spéciales conçues par Doc qui explosent l'une après l'autre, fournit l'accélération nécessaire. Finalement, la DeLorean atteint les 88 miles à l'heure juste avant de chuter dans le ravin, et file avec Marty, resté finalement seul à bord, vers le 27 octobre 1985 à onze heures, tandis que la locomotive continue sa course et s’écrase au fond du ravin.
De retour en 1985, la voiture s'immobilise doucement sur la voie, après avoir traversé le pont maintenant achevé. La DeLorean traverse ensuite un passage à niveau en train de se fermer. Quelques instants après, un train arrive sur la voie en sens inverse. Marty a juste le temps de s'extraire de la DeLorean avant que celle-ci ne soit pulvérisée par le train arrivant sur la voie, lancé à pleine vitesse. Revenant plus tard sur les lieux avec Jennifer, Marty constate les dégâts, pour finalement voir surgir Doc et sa femme Clara (épousée en 1885) à bord d'un train que Doc a construit, qui est doté lui aussi d'une machine à voyager dans le temps.

## Design

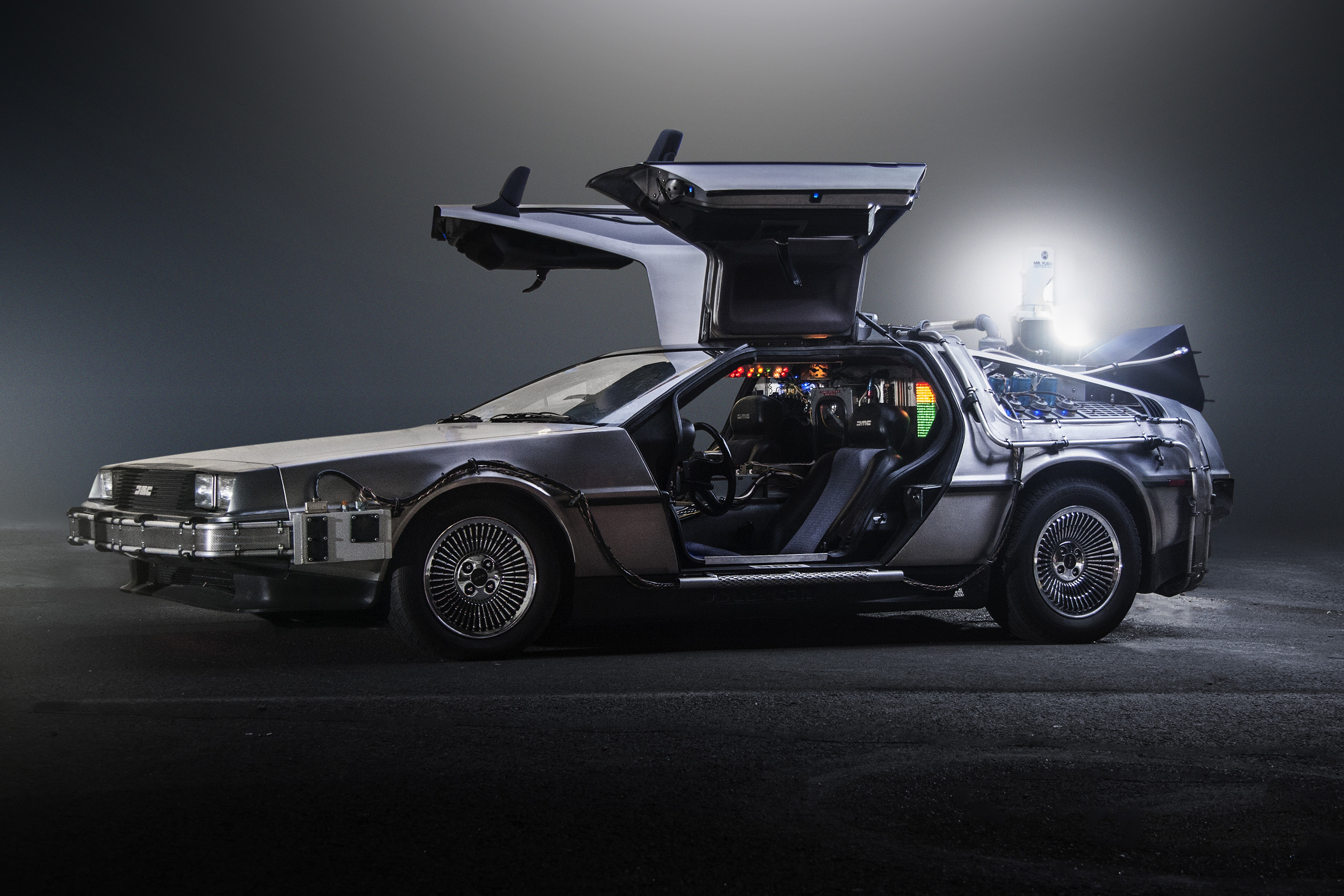
Vue de côté de la DeLorean.

Lors de la genèse du film Retour vers le futur, les deux scénaristes, Bob Gale et Robert Zemeckis, choisissent la voiture DeLorean DMC-12, du fait de son design, futuriste pour l'époque (portes papillon, carrosserie en acier inoxydable de type « 304 », austénitique non magnétique).
Le choix de cette voiture n'est pas dû au hasard : en 1985, la DeLorean est un archétype de futurisme démodé, cette voiture ayant été annoncée tambour battant à la fin des années 1970 comme la « voiture du futur » (nouveaux matériaux, technologies avant-gardistes, design audacieux, etc.) mais sa production ayant été stoppée net dès 1982, à cause de la faillite de l'entreprise, les piètres performances de la voiture n'ayant pas convaincu le public, ni justifié son prix exorbitant. Ainsi, en 1985, la DeLorean est vue à la fois comme une voiture futuriste et comme une voiture appartenant déjà au passé : c'est ce qui explique à la fois l'enthousiasme de Doc Brown (qui y voit un symbole de modernité et de technologie) et la réaction plus nuancée de Marty McFly (pour qui c'est une voiture ringarde et lourdaude), ainsi que les pannes successives que connaît la voiture à la fin du premier film.
L'apparence du véhicule évolue au cours des trois épisodes, au gré des modifications apportées par Doc, le personnage de l'inventeur du film. Les scénaristes voulaient une voiture donnant l'impression d'être « bricolée », à l'image de son créateur, savant original plus proche de l'expérimentateur que du théoricien. Ce désir a été matérialisé par l'ajout de nombreux fils électriques sur les côtés de la voiture et à l'arrière près du réacteur alimentant le « convecteur temporel ».

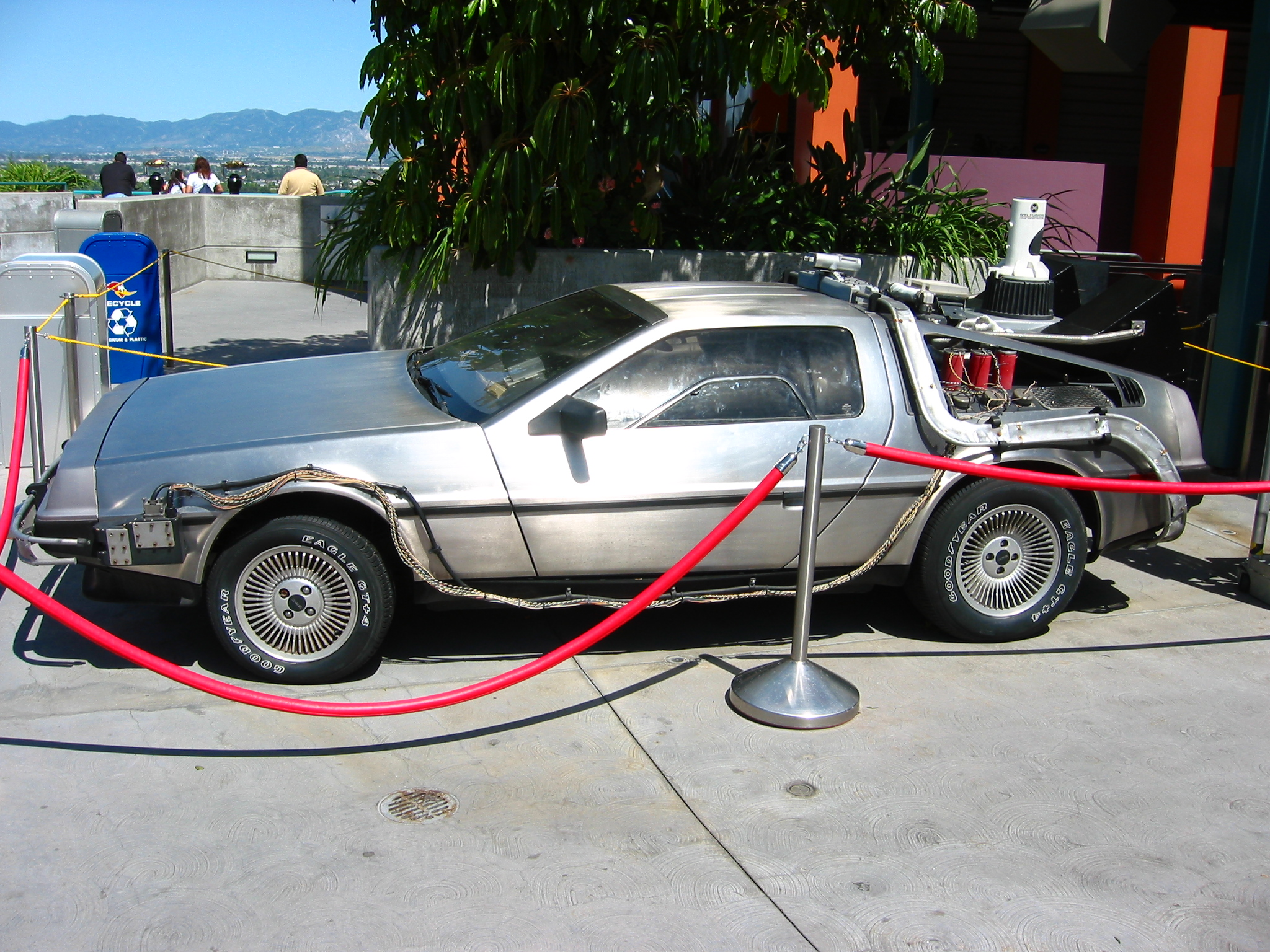
La DeLorean, machine à voyager dans le temps dans la trilogie Retour vers le futur.
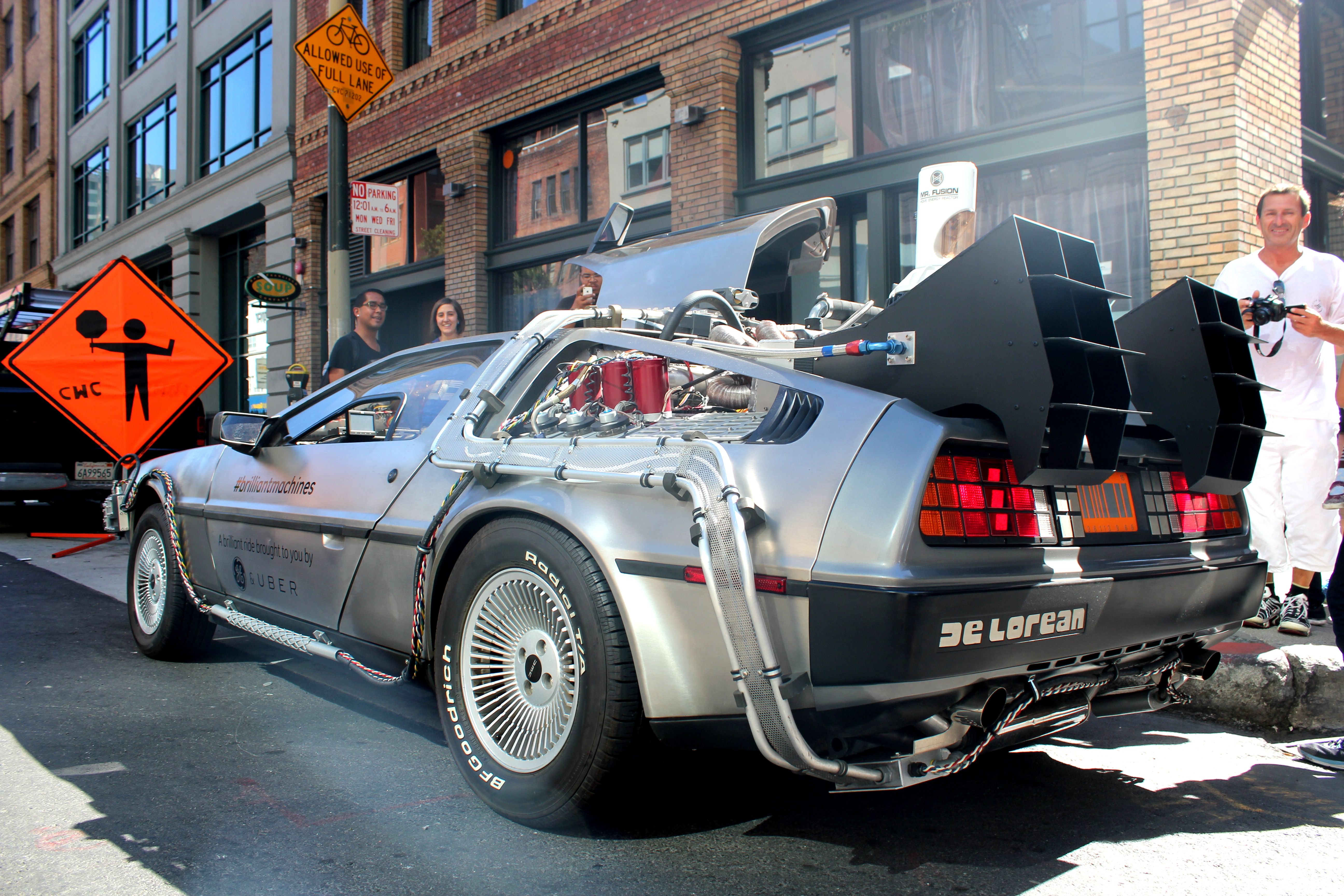
Réplique de la DeLorean DMC-12 utilisée dans la trilogie Retour vers le futur (San Francisco, 2013).
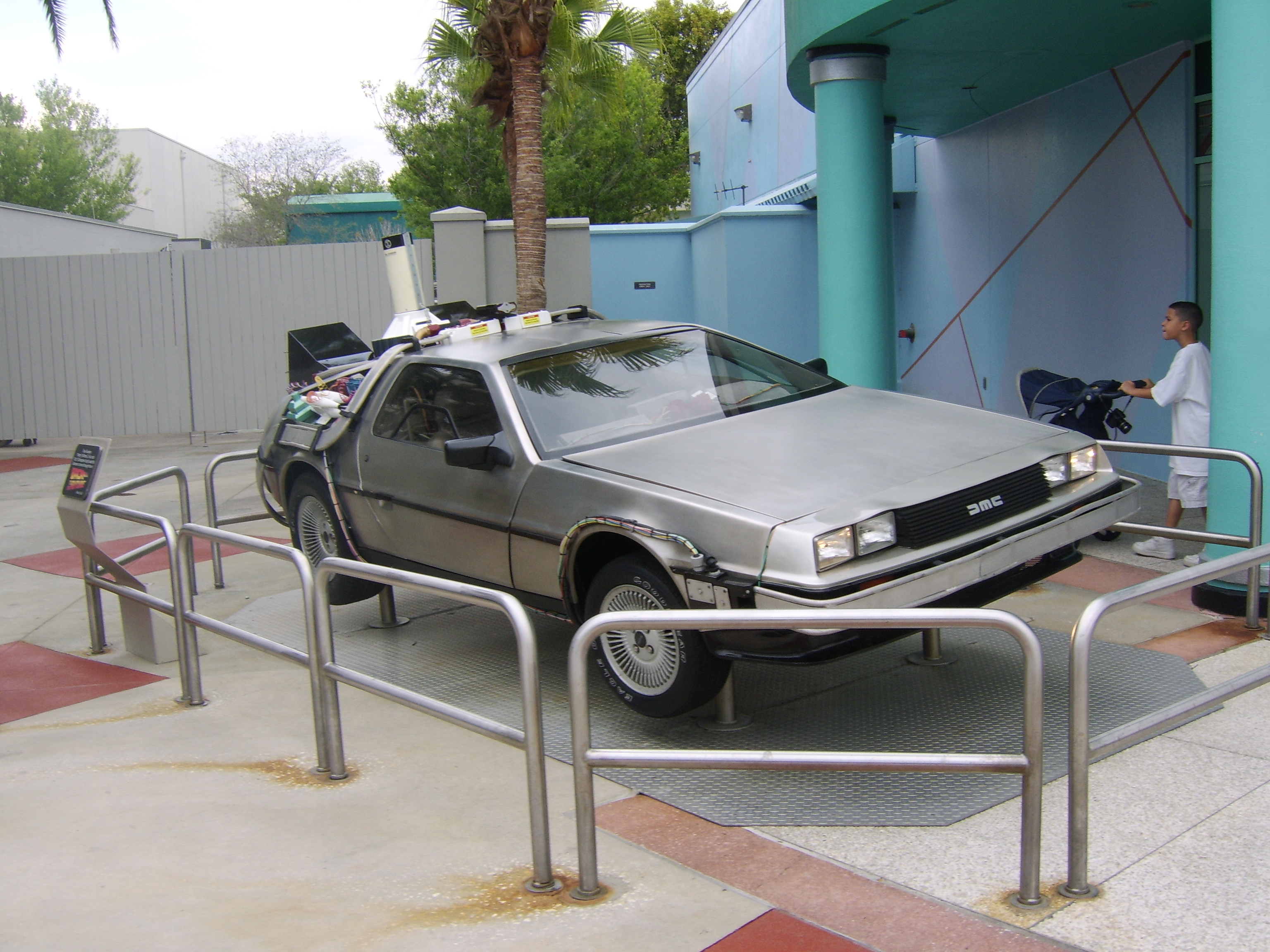
Réplique de la voiture exposée à l'Universal Studios Florida en 2006.
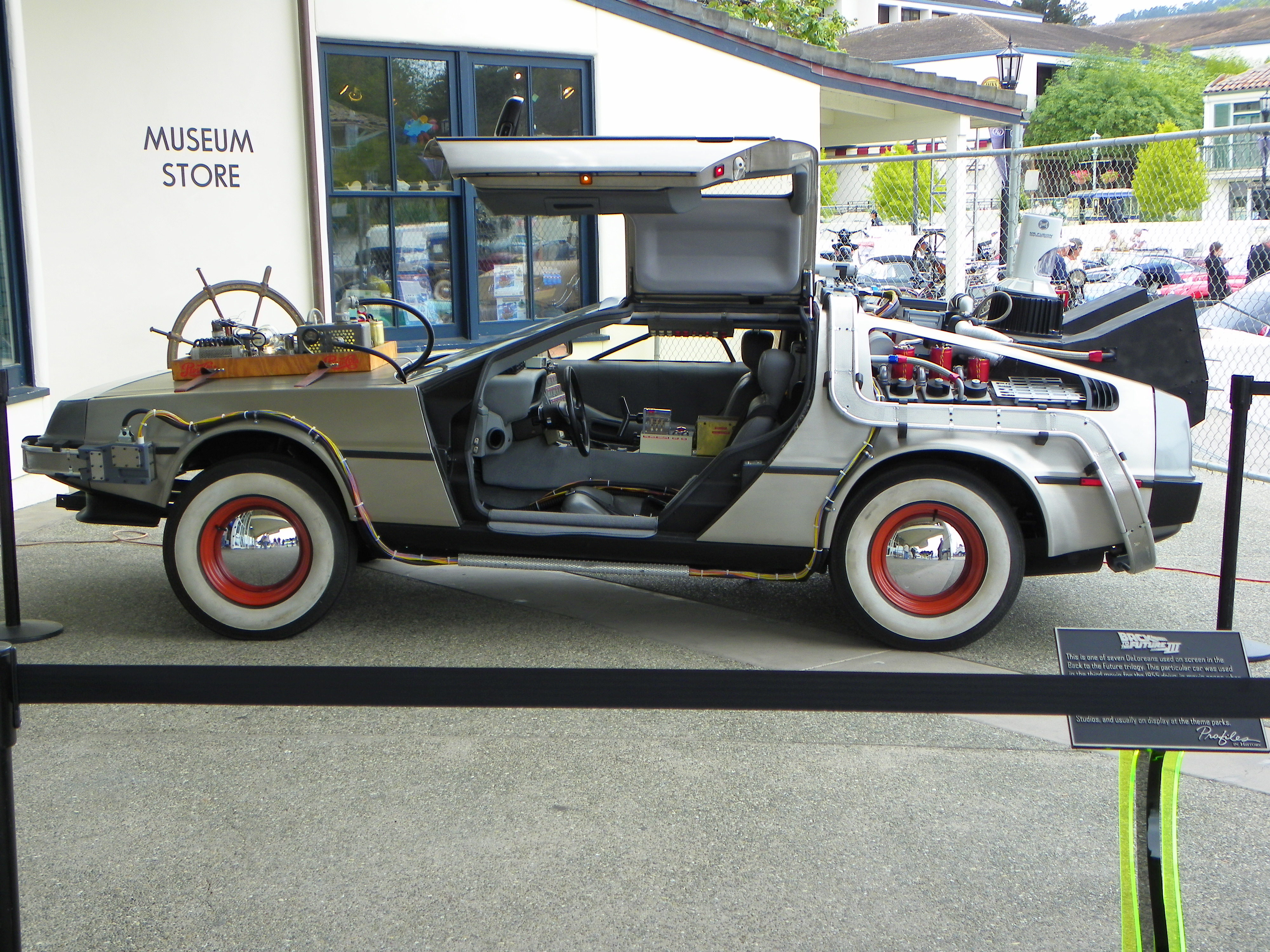
Une des DeLorean (version « 1955 ») utilisée dans Retour vers le futur 3.
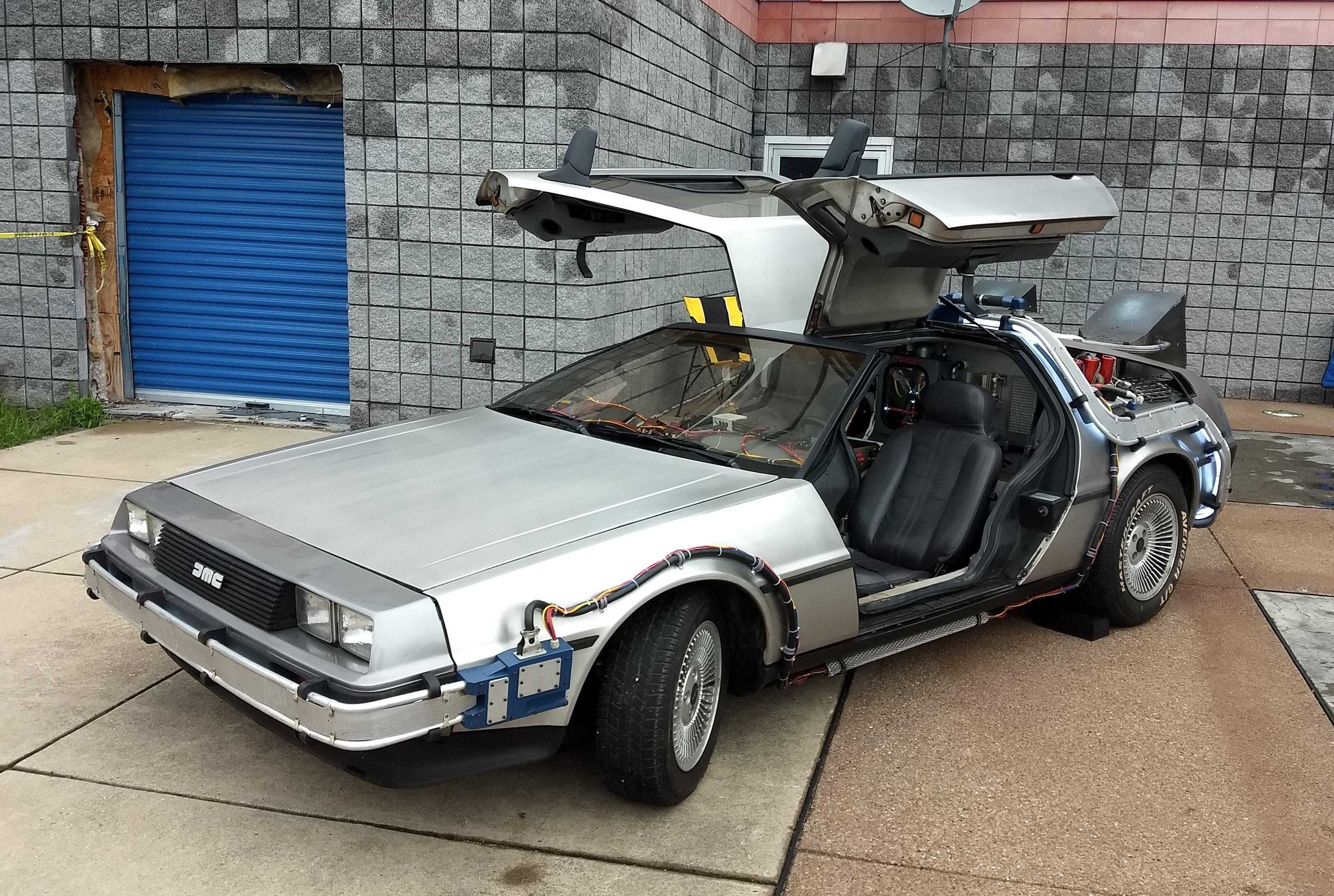
Réplique de la voiture faite par un fan.

## Voyage dans le temps

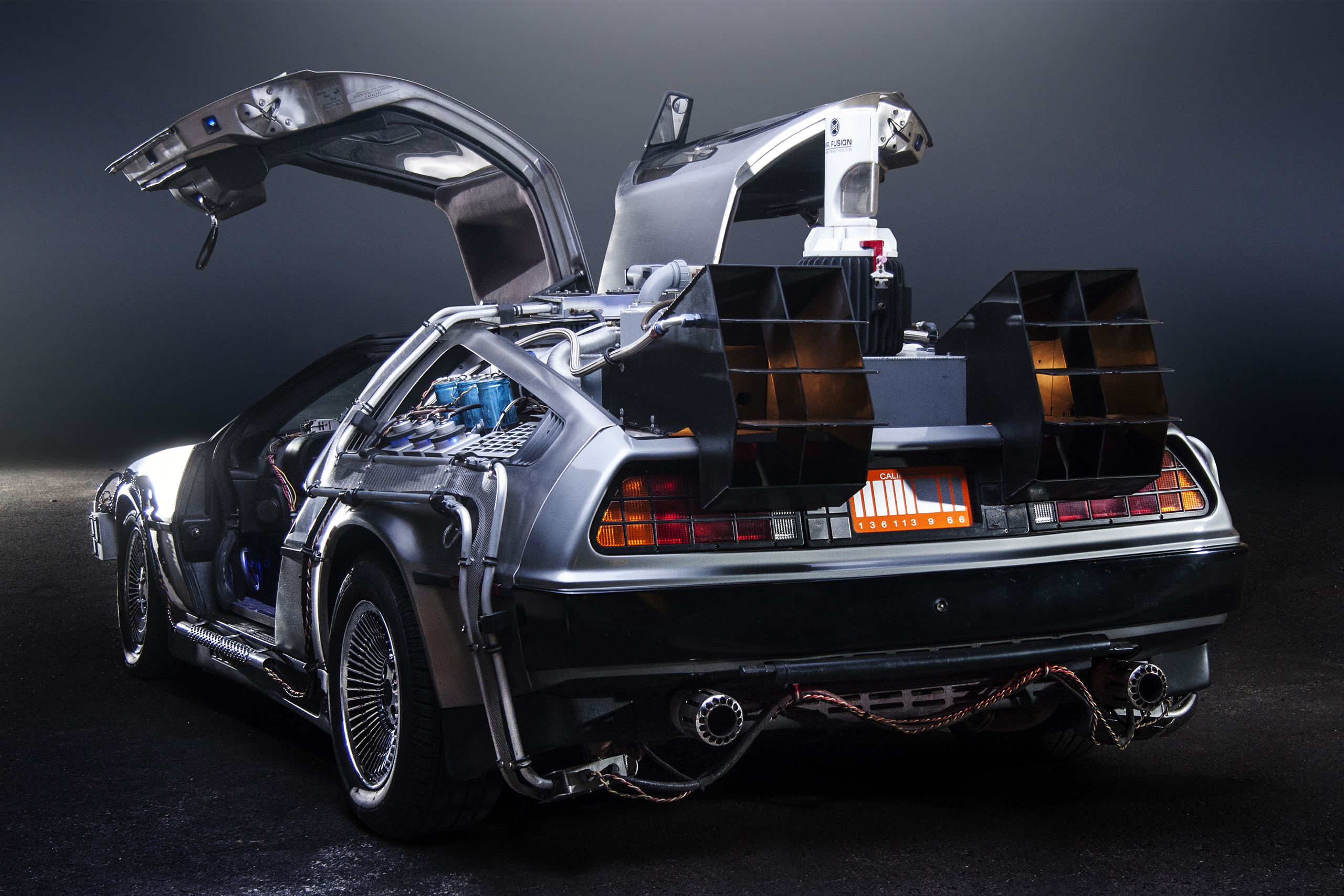
La face arrière de la DeLorean.

La DeLorean présente aux personnages du film deux difficultés essentielles, qui seront un enjeu de taille tour à tour dans l'épisode I puis dans l'épisode III. En effet, le voyage dans le temps s'effectue seulement si deux conditions sine qua non sont remplies : 
- le « convecteur temporel » doit être rechargé en énergie ;
- la voiture doit atteindre la vitesse de 88 miles par heure (141,6 km/h).

Pour être précis, c'est le convecteur temporel (« Flux Capacitor » en VO) qui a besoin d'être déplacé dans l'espace à cette vitesse. Peu importe si la voiture roule ou non (elle peut voyager dans le temps tout en volant dans le second film) ou si son moteur fonctionne (le voyage dans le temps a lieu dans le troisième film alors que la machine, en panne d'essence, est alors propulsée par un train).
Ces deux éléments sont indépendants l'un de l'autre. Le moteur de la DeLorean est alimenté par de l'essence ordinaire, mais le « convecteur temporel » nécessite une puissance électrique de 2,21 gigawatts (2,21 gigowatts, avec un « o » à la place du premier « a » dans la version originale à la suite d'une erreur de prononciation de Christopher Lloyd conservée au montage et conservée dans la version française) pour fonctionner. Il est alimenté tout d'abord par du plutonium puis, après les modifications apportées par Doc dans le futur, grâce à de simples détritus (le réacteur nucléaire ayant été remplacé par un appareil appelé le générateur de fusion, alias « Mr. Fusion Home Energy Reactor » en VO).
Cependant, une petite entorse à cette règle existe à la fin du deuxième épisode, quand Doc est envoyé en 1885 : la foudre tombe sur la voiture immobile, ce qui ne devrait pas faire fonctionner le convecteur. On peut expliquer cela par le fait que le choc produit par la foudre ait fait tourner la voiture sur elle-même, lui faisant atteindre une vitesse - de rotation - de 88 mph, dans le film les flammes en forme de 99 montrent bien que la voiture a tourné sur elle-même.
Par ailleurs, la DeLorean ne peut enclencher son processus de voyage à travers le temps que si ses deux portières sont fermées, comme on le voit lors de son ultime voyage de 1885 à 1985, à la fin du dernier volet de la trilogie.[réf. nécessaire]

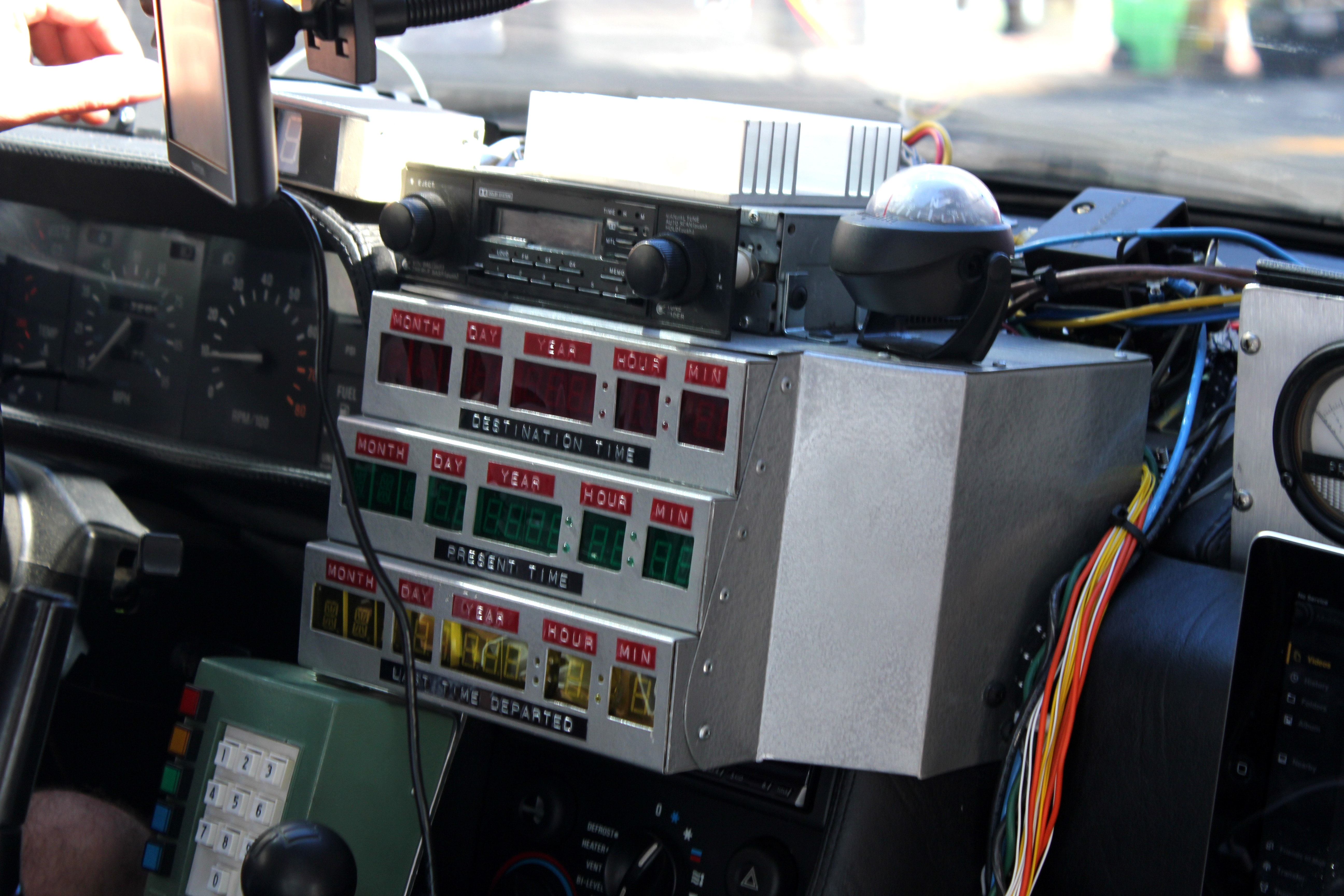
Réplique du tableau de bord de la machine à remonter le temps de la DeLorean.
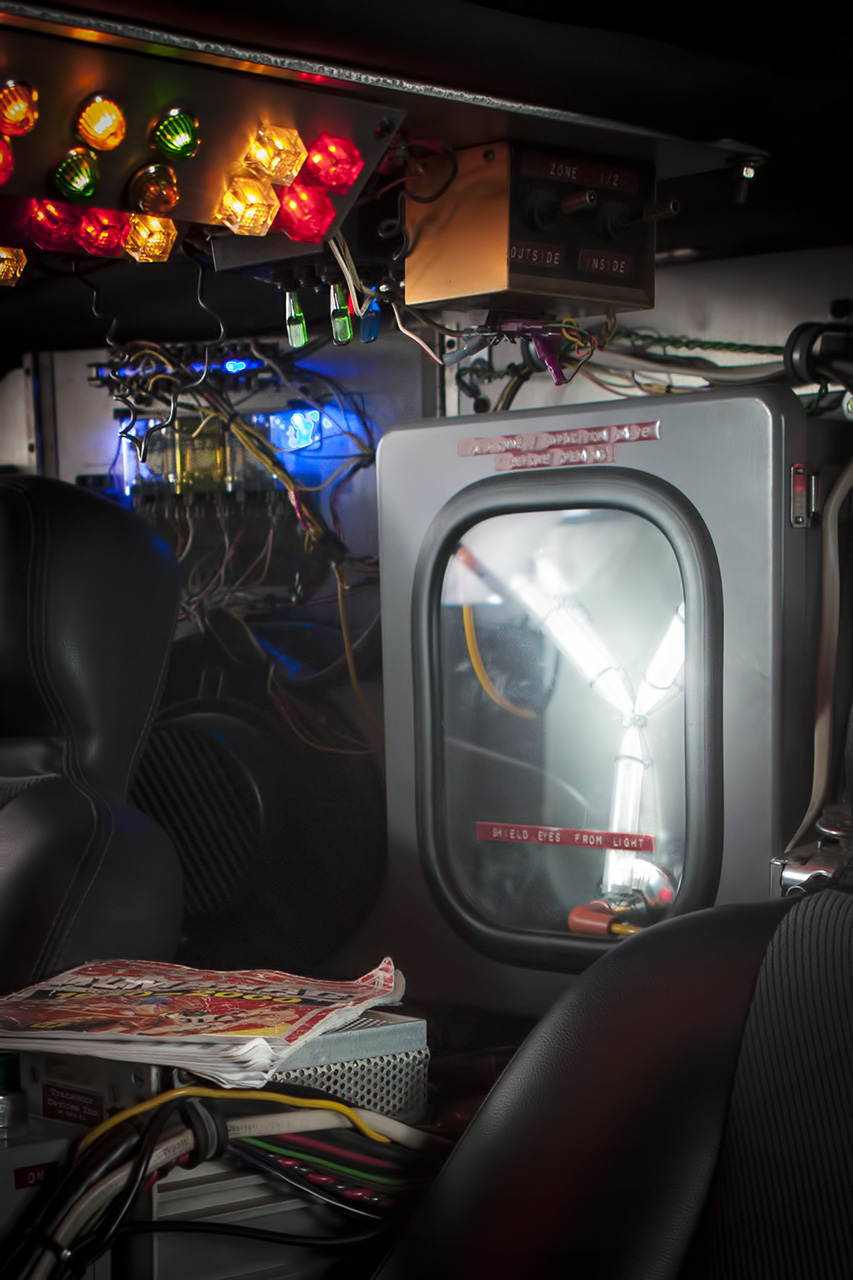
Réplique du convecteur temporel (« Flux Capacitor ») de la DeLorean.
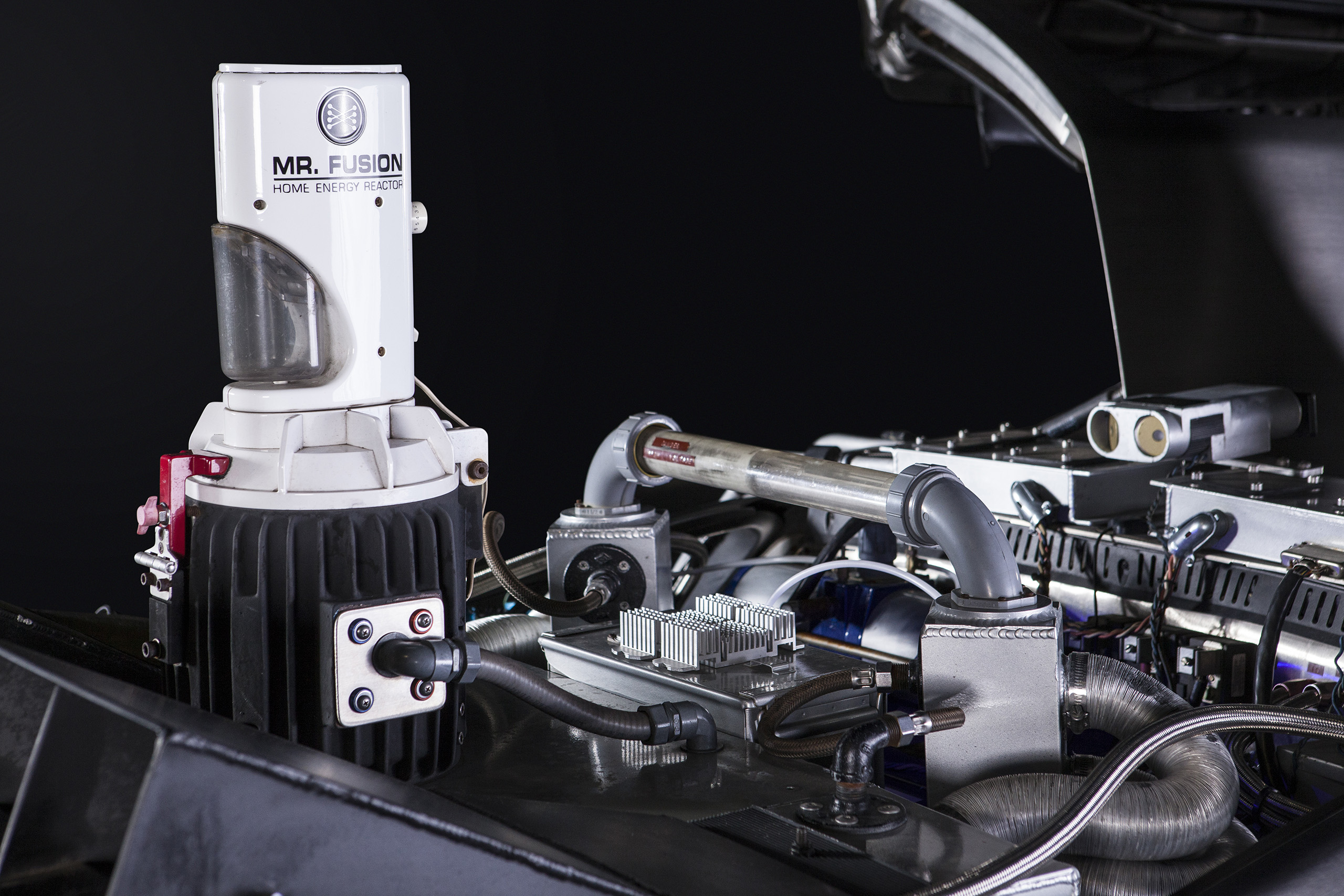
Réplique du réacteur à fusion (« Mr. Fusion Home Energy Reactor ») de la DeLorean.
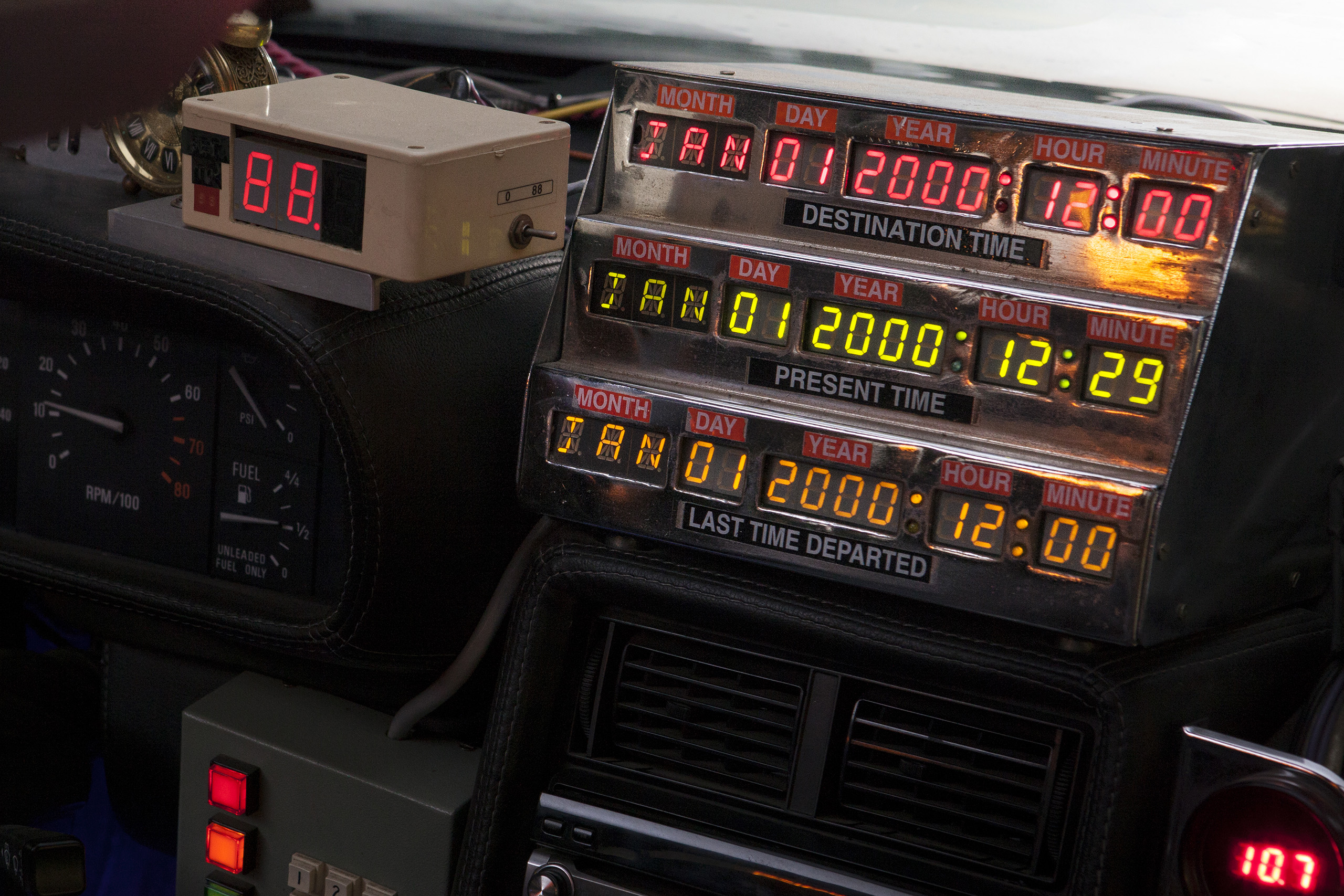
Réplique de l’afficheur de vitesse et celui de la console de la machine à voyager dans le temps de la DeLorean.
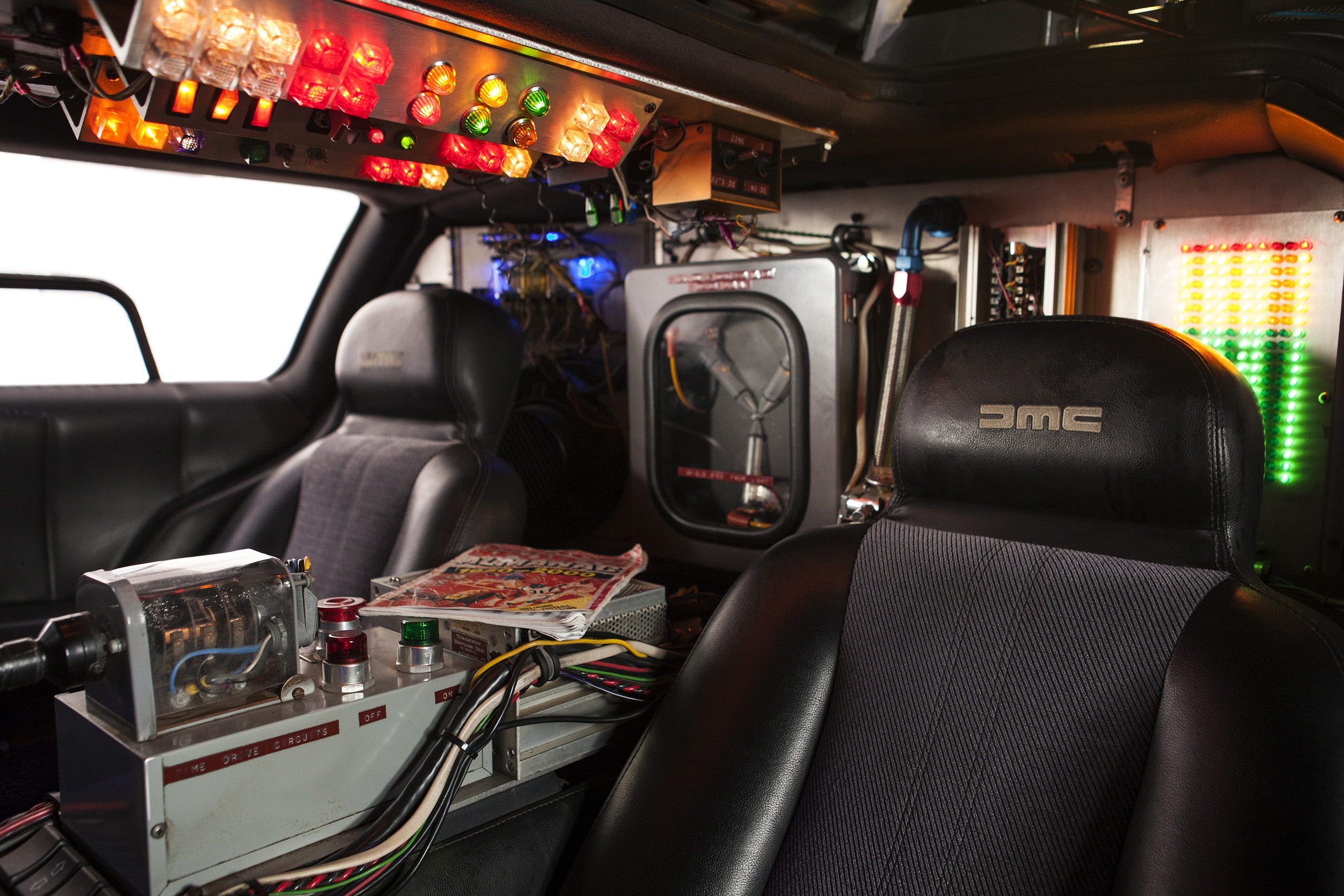
Réplique de l'arrière de l'habitacle de la voiture, avec au centre le convecteur temporel (entre les deux sièges).
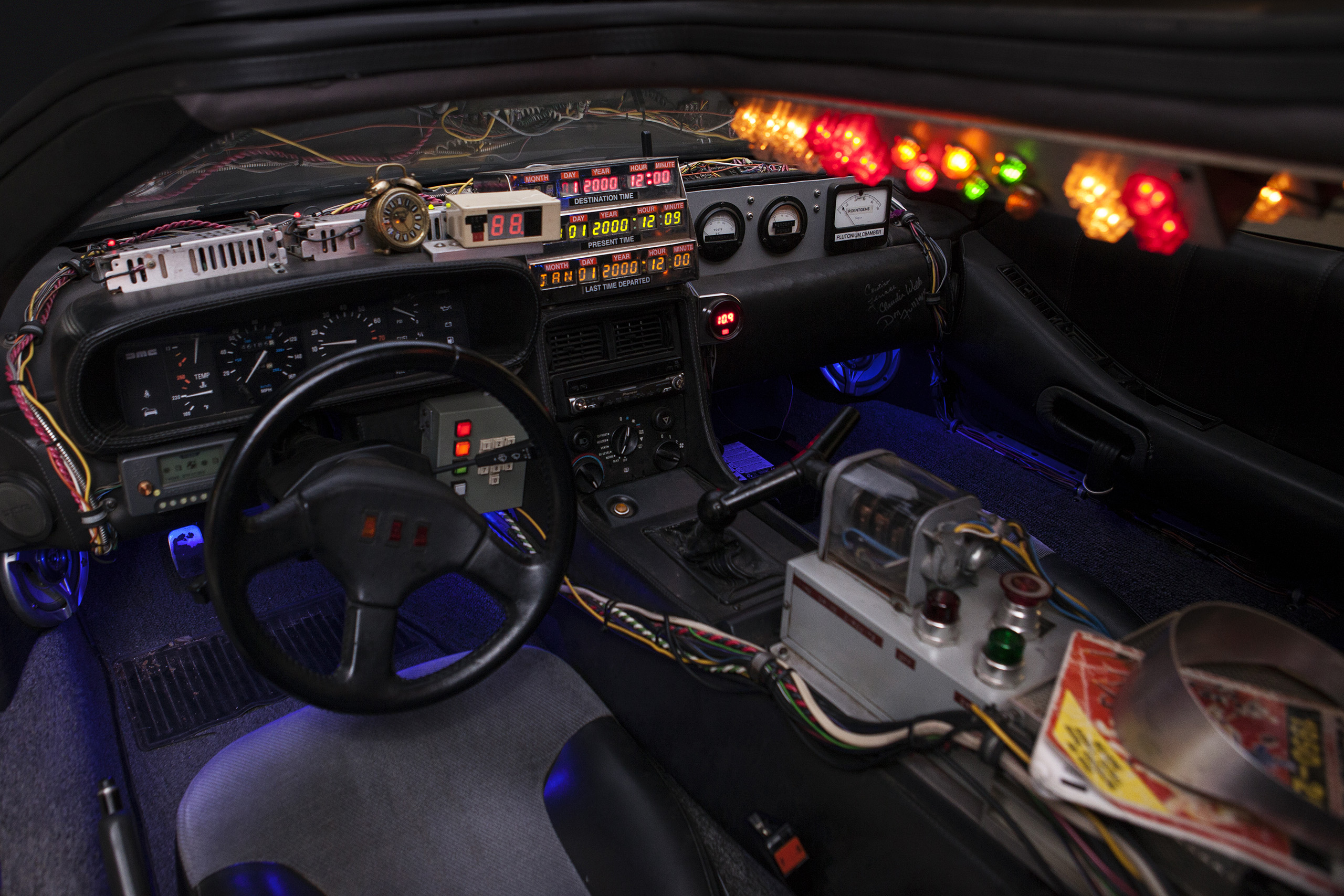
Réplique de l'avant de l'habitacle de la voiture.

## Voiture volante
À la fin du premier épisode de Retour vers le futur, Lorsque Doc. Brown revient chercher Marty en 1985, on voit que la DeLorean revenue du XXIe siècle a été modifiée en voiture volante (réacteurs dans les roues).
Par ailleurs, l'unité énergétique du « convecteur temporel » passe d'un réacteur nucléaire alimenté en plutonium à un réacteur à fusion nucléaire (de marque « Mr. Fusion ») qui utilise comme « carburant » des ingrédients aussi divers que des peaux de banane, des coquilles d’œufs ou une canette de bière (avec son contenu) pour fonctionner.
La plaque d'immatriculation de la voiture change et passe d'une plaque OUTATIME à une plaque en code barre à effet miroir.

## Répliques

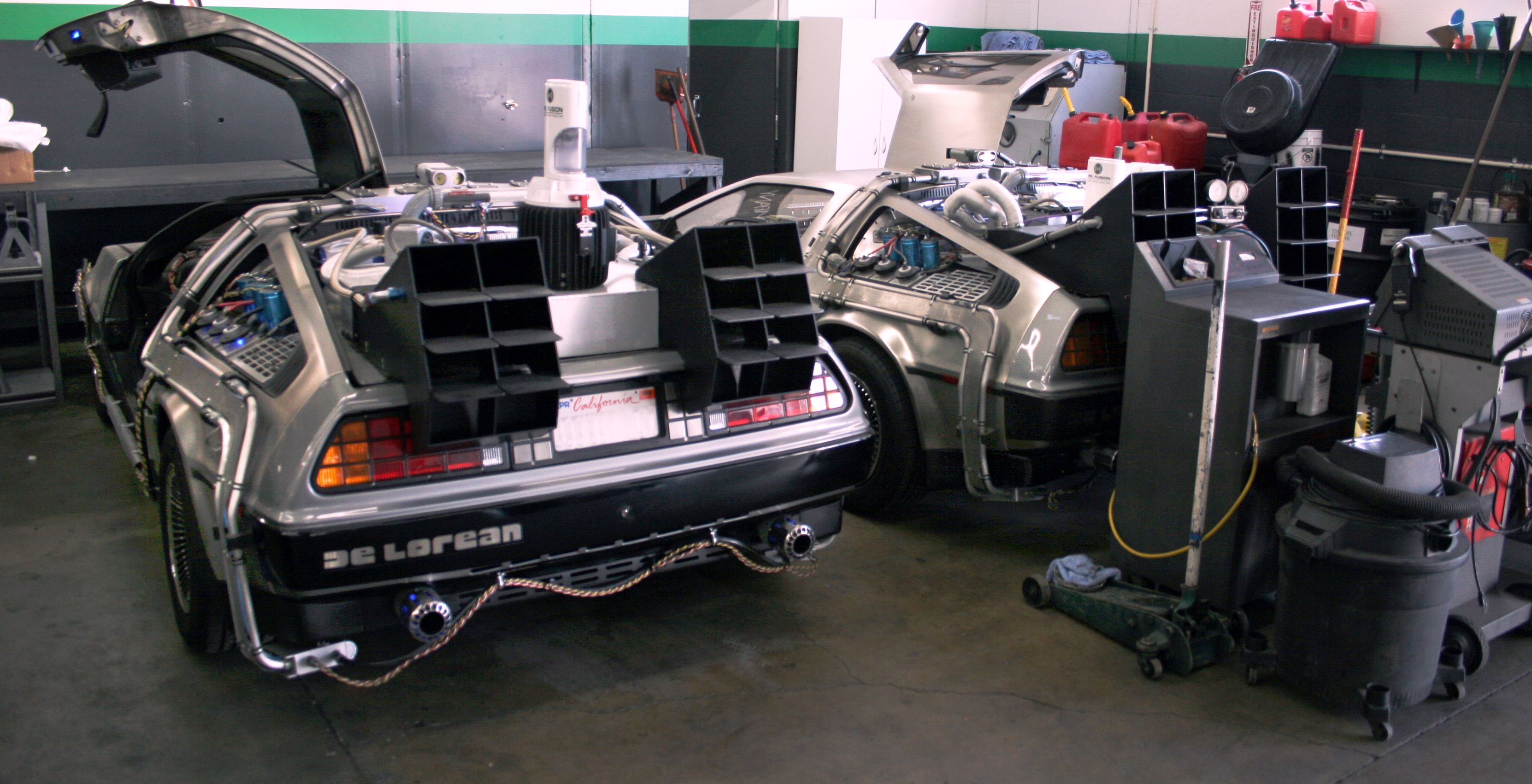
Deux répliques de la DeLorean en train d'être aménagées (2007).

Un certain nombre de personnaliseurs automobiles privés ont construit des répliques de la DeLorean.
En se basant sur un stock de DeLorean DMC-12, ils ajoutent pour la plupart, sinon tous, les accessoires utilisés dans les voitures des films. En plus des accessoires intérieurs et extérieurs, ils placent les indicateurs lumineux et les interrupteurs ressemblant à ceux du film, avec les sons reproduisant ceux émis par les commandes de la voiture dans les films, lorsqu'ils sont activés.
Ces véhicules sont pour la plupart des DeLorean avec un groupe motopropulseur en état de marche, et sont souvent amenés lors de spectacles de voiture et de conventions de fans sur les films de la trilogie Retour vers le futur, certains même avec des sosies des personnages principaux de la trilogie.
Début 2016, DeLorean Motor Company — qui jusque-là se contentait de réparer les modèles en circulation — annonce, grâce à un assouplissement de la législation américaine sur les véhicules anciens de petite série, qu'une petite production de 300 voitures du modèle original redémarrera en 2017, ce qui permettrait donc d'avoir un stock de voitures à convertir supplémentaire, malgré un prix annoncé de plus de 80 000 dollars l'unité,.

### En France
Dans l'Hexagone, la trilogie et sa voiture fétiche restent vivantes chez les fans et les cosplayeurs. De nombreux rassemblements tendent à s'organiser comme en 2018 à Sedan (Ardennes) où pour la première fois en Europe, cinq DeLorean ont été rassemblées en un même endroit et au même moment.